# Fernando Hierro
Fernando Ruiz Hierro, né le 23 mars 1968 à Vélez-Málaga, est un footballeur espagnol qui jouait principalement comme défenseur central mais aussi comme milieu défensif. Considéré comme l'un des meilleurs défenseurs de son époque, il combinait un jeu défensif solide avec une belle qualité de passe et surtout un talent de buteur rare pour un défenseur. Il est surtout connu pour avoir joué quatorze années au Real Madrid de 1989 à 2003, période durant laquelle il a notamment remporté trois Ligue des champions en 1998, 2000 et 2002.
En juin 2016, il devient entraîneur du Real Oviedo qui évolue en deuxième division.
Le 13 juin 2018, à la veille du coup d'envoi de la Coupe du monde et à deux jours du premier match des espagnols face au Portugal, il est nommé sélectionneur de l'équipe d'Espagne, à la suite du limogeage de Julen Lopetegui, ce dernier ayant annoncé prendre la tête du Real Madrid à l'issue du Mondial, annonce surprise, même pour la Fédération.

## Biographie

### Carrière en club
Après avoir débuté pour le club local de Vélez-Málaga, Hierro joua brièvement dans l'équipe junior de Málaga où on lui dit qu'il n'était pas assez bon pour devenir footballeur professionnel ce qui le poussa à revenir à son premier club. Finalement, il fit ses débuts en Liga avec le Real Valladolid où joue son frère Manolo Hierro avant de rejoindre les rangs du Real Madrid après deux saisons solides.
Au Real, Hierro inscrivit 7 buts en 37 rencontres pour sa première saison ce qui poussa son entraîneur, Radomir Antić, à lui donner une position plus avancée sur le terrain. Il poursuivit ses bonnes performances en inscrivant de nouveaux buts : en trois saisons, il marqua 44 buts en championnat dont 21 rien que lors de la saison 1991-1992, terminant ainsi deuxième du classement du Pichichi. Pendant ces années, il est souvent aligné en défense centrale aux côtés de Manolo Sanchís, étant d'ailleurs nommé capitaine à la suite de la retraite de celui-ci et devenant un élément clé dans la conquête des titres.
Le 24 mars 2002, Hierro réalise le coup du chapeau lors d'une victoire 3-1 face à Saragosse. Il fut libéré de ses engagements par le Real à l'issue de la saison 2002-2003 en même temps que l'entraîneur Vicente del Bosque : des rumeurs de conflits en interne avec le président Florentino Pérez semblent être à l'origine de ce départ. Il choisit alors de partir jouer au lucratif Moyen-Orient, dans le club qatari d'Al Rayyan.
Cependant, un an plus tard, Hierro revient en Europe et s'engage avec le club anglais des Bolton Wanderers sur les conseils de l'un de ses anciens coéquipiers, Steve McManaman, et retrouvant également Iván Campo qu'il avait côtoyé au Real. Lors de la saison 2004-2005, il inscrivit un seul but pour Bolton, lors d'une défaite face à Norwich City en décembre 2004. Malgré les demandes des fans et de son entraîneur Sam Allardyce qui souhaitaient qu'il joue une saison supplémentaire, il annonce la fin de sa carrière professionnelle le 10 mai 2005.

### Carrière internationale
Hierro a été sélectionné 90 fois en équipe d'Espagne et a marqué 29 buts. Avec ces statistiques, Hierro est le cinquième meilleur buteur de l'histoire de la sélection espagnole (derrière Raúl, David Villa, Fernando Torres et David Silva) ce qui est assez exceptionnel pour un défenseur.
Il fit ses débuts en sélection le 20 septembre 1989, alors qu'il venait de s'engager au Real Madrid, lors d'un match amical contre la Pologne à La Corogne. Entre 1989 et 2002, il a ainsi participé à de nombreuses compétitions internationales : quatre coupes du monde (1990, 1994, 1998 et 2002) et deux championnats d'Europe (1996 et 2000).
Hierro marqua notamment un but décisif lors des qualifications pour la Coupe du monde 1994 : de la tête, il inscrivit le but victorieux face au Danemark qui permit à l'Espagne de se qualifier pour la compétition aux États-Unis. 
Même si son palmarès international avec l'Espagne est vierge de tout titre, il a tout de même été sélectionné trois fois en équipe FIFA (1996, 1997 et 1998), un record en Espagne, et une fois en équipe d'Europe (1997).
Lors de la Coupe du monde 2002, il est décisif par deux fois en marquant face à la Slovénie et face au Paraguay au premier tour. 

### Reconversion
En septembre 2007, Hierro est officiellement nommé directeur sportif de la Fédération espagnole de football. L'Espagne remporte l'Euro 2008 et la Coupe du monde en 2010. Il annonce en avril 2011 quitter son poste à la fin de la saison en cours.
En 2011, il devient le manager général du club de Málaga CF. Il démissionnera du poste au printemps 2012, lassé de l’absence des dirigeants Qataris. Pendant la saison 2014-2015, il était adjoint de Carlo Ancelotti à la suite de la nomination de Zinédine Zidane pour prendre les rênes de l'équipe B du Real Madrid. En juin 2016, il devient entraîneur du Real Oviedo qui évolue en deuxième division. Il quitte ses fonctions au terme d'une saison décevante (huitième place en championnat). 
Le 23 novembre 2017, il redevient directeur sportif de la Fédération espagnole.
Le 13 juin 2018, soit un jour avant le début de la Coupe du monde, Hierro est nommé sélectionneur de l'équipe d'Espagne à la suite du renvoi de Julen Lopetegui, nommé entraîneur du Real Madrid la veille. L'Espagne est éliminée par la Russie au stade des huitièmes de finale. Le 8 juillet suivant, Hierro est démis de ses fonctions et refuse par la même occasion de retrouver son poste de directeur sportif de la Fédération espagnole.
En juin 2024, il devient directeur sportif d'Al-Nassr FC en Arabie Saoudite.

## Palmarès

### En club
- Real Madrid (15 titres)
  - Ligue des champions (3) : 1998, 2000, 2002
  - Supercoupe de l'UEFA (1) : 2002
  - Coupe intercontinentale (2) : 1998, 2002
  - Championnat d'Espagne (5) : 1990, 1995, 1997, 2001, 2003
  - Coupe d'Espagne (1) : 1993
  - Supercoupe d'Espagne (3) : 1990, 1993, 1997
- Al Rayyan (1 titre)
  - Coupe du Qatar (1) : 2004

### Distinctions personnelles
- All-Star Team de la Coupe du monde (1) : 2002
- Meilleur défenseur de l'année UEFA (1) : 1998
- Équipe type de la FIFA : 1996, 1997, 1998
- Équipe type d'Europe : 1997